# Enric de Montpensier
Enric de Montpensier, de Borbó-Vendôme o Borbó-Montpensier (Mezières, 12 de maig de 1573 - París, 27 de febrer de 1608) fou delfí d'Alvèrnia, duc de Montpensier, 17è príncep sobirà de Dombes, comte de Forès, baró de Beaujeu, vescomte (o duc) de Châtellerault i de Brosse i marquès de Mezières (aquest darrer per herència materna). Era fill de Francesc de Montpensier i Renata d'Anjou-Mezieres.
Titulat príncep de Dombes ja abans de la mort del seu pare, durant les Guerres de religió a França va combatre els membres de la Santa Lliga de París i particularment al duc de Mercoeur a la Bretanya des 1590, prenent la ciutat de Quimperlé amb enganys l'abril de 1590 i obtenint diverses victòries menors; no obstant el duc de Mercoeur el va derrotar en la batalla de Craon el 25 de maig de 1592. Més tard va ser nomenat governador de Normandia, va emprendre la reconquesta de la província per al rei i va ser greument ferit en el setge de Dreux (1593).
El 1596, va combatre els espanyols a l'Artois, en nom d'Enric IV, i el 1600 va participar en la campanya de Savoia. Va morir el 1608 sense haver-se recuperat mai del tot de la ferida patida a Dreux el 1593.
Es va casar el 15 de maig de 1597 amb Enriqueta Catalina (1585 -1656) duquessa hereva de Joyeuse, filla d'Enric, duc de Joyeuse i comte de Bouchage i de Catalina de Nogaret. Van tenir una sola filla: Anna Maria (1605 -1627), casada amb Gastó de França (1608 -1660), duc d'Orleans. Enriqueta Catalina es va casar en segones núpcies amb Carles, príncep de Joinville, duc de Guisa (1588-1640), comte d'Eu (1633-1640), al que va sobreviure i va morir a París el 25 de febrer de 1656 als 71 anys.